# Mingren
Il Mingren (cinese: 名人; Pinyin: Míng Rén) è una competizione goistica cinese organizzata dalla federazione cinese. La parola «míngrén» significa «uomo brillante»; il Mingren è equivalente ai titoli Meijin della Nihon Ki-in giapponese e Myungin della Hanguk Kiwon coreana. Organizzato ininterrottamente a partire dal 1988, dal 2020 al 2022 è stato sospeso per la pandemia; la trentatreesima edizione è stata disputata nel 2023.
Il Mingren è sponsorizzato dal Quotidiano del Popolo e, a partire dalla trentatreesima edizione, sostenuto dal Governo del Popolo di Shenzhen Nanshan. Consiste in un torneo preliminare in cui 32 goisti competono l'uno contro l'altro per determinare lo sfidante al vincitore dell'anno precedente. Il preliminare adotta il formato a eliminazione diretta, mentre l'incontro per il titolo è al meglio delle tre partite. Prima del 2016, la finale del torneo preliminare era decisa al meglio delle tre partite e l'incontro per il titolo al meglio delle cinque. A partire dal 2017 la borsa del vincitore è stata di 300.000 yuan (€ 38.000), con 80.000 yuan (€ 10.000) per il secondo classificato; successivamente la borsa del vincitore è stata portata a 400.000 yuan.

## Albo d'oro
| Edizione | Anno | Vincitore     | Risultato | Finalista     |
| -------- | ---- | ------------- | --------- | ------------- |
| 1        | 1988 | Liu Xiaoguang | 3–1       | Yu Bin        |
| 2        | 1989 | Ma Xiaochun   | 3–0       | Liu Xiaoguang |
| 3        | 1990 | Ma Xiaochun   | 3–2       | Yu Bin        |
| 4        | 1991 | Ma Xiaochun   | 3–2       | Nie Weiping   |
| 5        | 1992 | Ma Xiaochun   | 3–1       | Zhang Wendong |
| 6        | 1993 | Ma Xiaochun   | 3–0       | Cao Dayuan    |
| 7        | 1994 | Ma Xiaochun   | 3–2       | Luo Xihe      |
| 8        | 1995 | Ma Xiaochun   | 3–0       | Liu Xiaoguang |
| 9        | 1996 | Ma Xiaochun   | 3–2       | Liu Xiaoguang |
| 10       | 1997 | Ma Xiaochun   | 3–1       | Luo Xihe      |
| 11       | 1998 | Ma Xiaochun   | 3–2       | Liu Xiaoguang |
| 12       | 1999 | Ma Xiaochun   | 3–0       | Chang Hao     |
| 13       | 2000 | Ma Xiaochun   | 3–2       | Shao Weigang  |
| 14       | 2001 | Ma Xiaochun   | 3–2       | Chang Hao     |
| 15       | 2002 | Zhou Heyang   | 3–1       | Ma Xiaochun   |
| 16       | 2003 | Qiu Jun       | 3–2       | Zhou Heyang   |
| 17       | 2004 | Gu Li         | 3–0       | Qiu Jun       |
| 18       | 2005 | Gu Li         | 3–0       | Yu Bin        |
| 19       | 2006 | Gu Li         | 3–0       | Zhou Ruiyang  |
| 20       | 2007 | Gu Li         | 3–0       | Ding Wei      |
| 21       | 2008 | Gu Li         | 3–2       | Piao Wenyao   |
| 22       | 2009 | Gu Li         | 3–1       | Gu Lingyi     |
| 23       | 2010 | Jiang Weijie  | 3–2       | Gu Li         |
| 24       | 2011 | Jiang Weijie  | 3–2       | Kong Jie      |
| 25       | 2012 | Tan Xiao      | 3–0       | Jiang Weijie  |
| 26       | 2013 | Chen Yaoye    | 3–1       | Tan Xiao      |
| 27       | 2014 | Chen Yaoye    | 3–1       | Lian Xiao     |
| 28       | 2015 | Lian Xiao     | 3–0       | Chen Yaoye    |
| 29       | 2016 | Lian Xiao     | 2–1       | Zhou Ruiyang  |
| 30       | 2017 | Lian Xiao     | 2–1       | Mi Yuting     |
| 31       | 2018 | Mi Yuting     | 2–1       | Lian Xiao     |
| 32       | 2019 | Mi Yuting     | 2–1       | Xu Jiayang    |
| 33       | 2023 | Mi Yuting     | 2–1       | Ke Jie        |
| 34       | 2025 | Mi Yuting     | 2–0       | Tu Xiaoyu     |